# Roland Garros 2019 (rolstoelvrouwendubbel)
Op Roland Garros 2019 speelden de rolstoelvrouwen de wedstrijden in het dubbelspel op zaterdag 8 juni 2019 in het Roland-Garrosstadion in het 16e arrondissement van Parijs. Als gevolg van de slechte weersomstandigheden kon de eerste ronde niet op de geplande datum (vrijdag 7 juni) worden gespeeld – daardoor vonden alle partijen op één dag plaats.

## Toernooisamenvatting
De Nederlandse titelverdedigsters Diede de Groot en Aniek van Koot waren als eerste geplaatst. Zij slaagden erin, hun titel te prolongeren – in de finale versloegen zij het tweede reekshoofd, Marjolein Buis (Nederland) en Sabine Ellerbrock (Duitsland), in twee sets. Het koppel De Groot/Van Koot won eerder in 2019 al dubbelspeltitels op de Melbourne Wheelchair Tennis Open (Australië), op het Australian Open en op de Cajun Classic in Baton Rouge (VS).

## Geplaatste teams
| Nr. | Team                             | Resultaat   | Uitgeschakeld door            |
| --- | -------------------------------- | ----------- | ----------------------------- |
| 1.  | Diede de Groot Aniek van Koot    | winnaressen | winnaressen                   |
| 2.  | Marjolein Buis Sabine Ellerbrock | finale      | Diede de Groot Aniek van Koot |

## Toernooischema
| Legenda | Legenda                  |
| ------- | ------------------------ |
| Q       | Qualifier                |
| WC      | Deelname via wildcard    |
| LL      | Lucky Loser              |
| r       | Opgave / trok zich terug |
| w/o     | Walk-over                |
| Alt     | Alternate                |
| SE      | Special Exempt           |
| PR      | Protected Ranking        |
| d       | Diskwalificatie          |

|  | eerste ronde | eerste ronde                     | eerste ronde                     | eerste ronde | eerste ronde |                                    |                               | finale | finale | finale | finale | finale |
|  |              |                                  |                                  |              |              |                                    |                               |        |        |        |        |        |
|  | 1            | Diede de Groot Aniek van Koot    | 3                                | 6            | [10]         |                                    |                               |        |        |        |        |        |
|  |              | Giulia Capocci Yui Kamiji        | 6                                | 4            | [4]          |                                    |                               |        |        |        |        |        |
|  |              | Giulia Capocci Yui Kamiji        | 6                                | 4            | [4]          | 1                                  | Diede de Groot Aniek van Koot | 6      | 6      |        |        |        |
|  |              |                                  |                                  |              |              | 1                                  | Diede de Groot Aniek van Koot | 6      | 6      |        |        |        |
|  |              | 2                                | Marjolein Buis Sabine Ellerbrock | 1            | 1            |                                    |                               |        |        |        |        |        |
|  |              | 2                                | Marjolein Buis Sabine Ellerbrock | 1            | 1            | Charlotte Famin Kgothatso Montjane | 3                             | 4      |        |        |        |        |
|  |              |                                  |                                  |              |              | Charlotte Famin Kgothatso Montjane | 3                             | 4      |        |        |        |        |
|  | 2            | Marjolein Buis Sabine Ellerbrock | 6                                | 6            |              |                                    |                               |        |        |        |        |        |